# Август Вилхелм фон Геминген
Август Вилхелм фон Геминген (на немски: August Wilhelm von Gemmingen; * 18 август 1738 в Карлсруе; † 27 февруари 1795 в Щутгарт) е фрайхер от род Геминген, камерхер на вюртембергския херцог, рицар на Карл-ордена и рицарски съветник в „Рицарския кантон Крайхгау“.
Той е син на фрайхер Франц Райнхард фон Геминген (1692 – 1751), главен фогт на Дурлах, и съпругата му фрайин София Хелена фон Претлак (1701 – 1781),  дъщеря на генерал фрайхер Йохан Рудолф Виктор фон Претлак (1668 – 1737) и Мария Франциска Бок фон Блезхайм (1680 – 1711). Внук е на фрайхер Плайкард Дитрих фон и цу Геминген (1628/1629 – 1695) и Мария Филипина фон Аделсхайм (1658 – 1717). Правнук е на Дирих фон Геминген (1584 – 1659) и Юлиана Сибила фон и цу Елтц (1587 – 1635).
Той отива като паж във вюртембергския двор в Щутгарт и по-късно влита във войската. Той става обрист и адютант на херцога и по-късно камерхер на херцога. Той също е „рицар на ордена Карл“ и рицарски съветник в „Рицарския кантон Крайхгау“.

## Фамилия
Август Вилхелм фон Геминген се жени на 21 април 1771 г. в Геминген за Филипина Маргарета фом Холц (* 10 април 1728, Алфдорф; † 5 януари 1784, Щутгарт), вдовица на фрайхер Карл Густав фон Мюнхинген († 1765) и на Георг Фридрих Ернст фон Гьорлиц († 1770), дъщеря на фрайхер Еберхард Максимилиан фом Холц и София Юлиана Елизабет фон Боувингхаузен и Валмероде. Бракът е бездетен.
Август Вилхелм фон Геминген се жени втори път на 14 май 1791 г. в Щутгарт за фрайин Шарлота Франциска фон Геминген-Гутенберг-Фюрфелд (* 17 юли 1770, Лудвигсбург; † 8 април 1814, Щутгарт), дъщеря на фрайхер Йохан Дитрих фон Геминген-Гутенберг-Фюрфелд (1744 – 1805) и Фридерика фон Бьонингхаузен (1744 – 1806). Те имат децата:
- Август Карл Франц Йохан фон Геминген (* 22 февруари 1792, Щутгарт; † 4 май 1870, Баден-Баден), женен на 2 октомври 1818 г. в Михелфелд за фрайин Амалия фон Геминген-Хорнберг (* 3 юли 1801, Хайлброн; † 1 април 1865, Баден-Баден), дъщеря на композитора фрайхер Ернст фон Геминген-Хорнберг (1759 – 1813) и Хенриета Шарлота фон Холе (1773 – 1814)
- Лудвиг Фридрих Вилхелм фон Геминген (* 28 септември 1794, Щутгарт; † 7 октомври 1858, Карлсруе), женен I. за Йозефа фон Ласолайе (1795 – 1824), II. на 4 ноември 1824 г. в Бонфелд за Ема Каролина Себастиана фон Геминген (* 15 март 1804, Бонфелд; † 6 март 1865, Карлсруе), дъщеря на Карл Филип фон Геминген (1771 – 1831) и фрайин София Августа Луиза Йохана фон Дегенфелд (1767 – 1802)